# Banbridge (District)
Banbridge (irisch Droichead na Banna) war einer der 26 nordirischen Districts, die von 1973 bis 2015 bestanden. Der District, dessen Gebiet in der traditionellen Grafschaft Down lag, wurde 1973 eingerichtet. Bedeutende Orte im District waren die Stadt Banbridge, die auch Verwaltungssitz war, sowie Gilford, Loughbrickland und Scarva. Zum 1. April 2015 ging er im neuen District Armagh, Banbridge and Craigavon auf, wobei sein östlicher Teil Newry, Mourne and Down zugeschlagen wurde.

## Banbridge Council
Die Wahl zum Banbridge Council am 11. Mai 2011 hatte folgendes Ergebnis:
| Partei | Partei                                    | Ergebnis 2011 | Ergebnis 2011 | Veränderung zu 2005 | Veränderung zu 2005 |
| Partei | Partei                                    | Sitze         | Stimmen       | Sitze               | Stimmen             |
| ------ | ----------------------------------------- | ------------- | ------------- | ------------------- | ------------------- |
|        | Ulster Unionist Party (UUP)               | 7             | 33,8 %        | 2                   | 1,4 %               |
|        | Democratic Unionist Party (DUP)           | 5             | 32,4 %        | −2                  | −6,0 %              |
|        | Social Democratic and Labour Party (SDLP) | 2             | 13,2 %        | −1                  | −2,6 %              |
|        | Sinn Féin                                 | 2             | 11,4 %        | 1                   | 5,1 %               |
|        | Alliance Party                            | 1             | 4,9 %         | 0                   | 0,4 %               |
|        | Traditional Unionist Voice                | 0             | 2,5 %         | 0                   | 2,5 %               |